# Methylnitrát

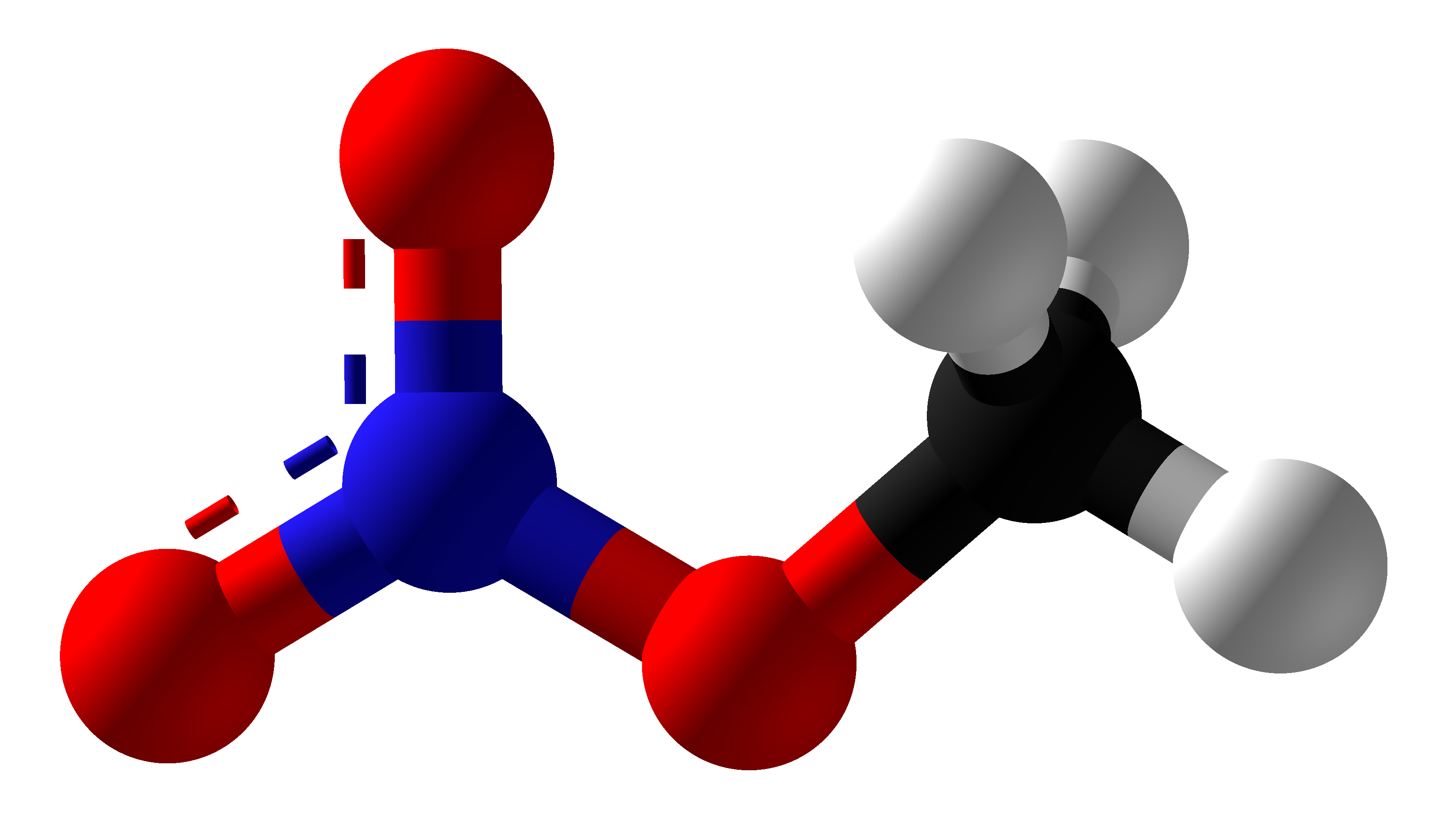
molekulová struktura

Methylnitrát, CH3ONO2, je za normálních podmínek těkavá kapalina s hustotou 1,203 g/cm3. Z chemického hlediska se jedná o ester kyseliny dusičné, lze jej připravit jednoduchou esterifikací methanolu – tedy reakcí methanolu, kyseliny dusičné a kyseliny sírové. Je dle metriky středně až velmi silnou výbušninou (v testech impulzu tlakové vlny překonává nitroglycerin i EGDN). Za druhé světové války byla používána ve směsi s 25 % methanolu pod názvem Myrol nebo Mirol jako raketové palivo. 